# Adobe Premiere Pro
Adobe Premiere Pro是由Adobe公司开发的非线性編輯之影片剪輯軟體。為Adobe Creative Cloud套裝的一部分，可用于圖像設計、影片編輯與網頁開發。此軟件也可以獨立購買，而當獨立購買此軟件時，就會附送Adobe Media Encoder、Adobe Encore和Adobe OnLocation。Premiere Pro支持許多不同插件以加強其功能、增加額外的影片/聲音效果及支援更多的檔案格式。自從推出Creative Suite 5（CS5）後，Premiere Pro就只可以在64位的Windows與Mac上運行，增加非線性編輯的功能。所有在32位元作業系統上，只可以使用舊的Premiere Pro版本，即是CS4。
CNN是最早开始使用Premiere Pro的使用者，而现今BBC节目、The Tonight Show、社群網戰、Captain Abu Raed與Monsters均是使用Premiere Pro來进行编辑製作。在其他場合中，瑪丹娜的Confessions Tour巡回演唱会也曾使用过Premiere Pro。

## 特點
Premiere Pro能支持非常高的解析度，可最高支援10,240 x 8,192的螢幕解析度，以及高至32位的色深，可使用RGB和YUV顏色模型。在聲音方面，能支持VST聲音插件以及5.1聲道。Premiere Pro的插件能夠导入與导出至QuickTime或DirectShow的格式。Premiere Pro也支持很多影片與聲音格式，在导出和导入影片時，也提供很多編碼解碼器。通过使用Cineform Neo line的插件，就可以支援3D編輯功能，也可以在2D的螢幕上看見3D物料。

### 與其他軟件整合

#### After Effects
Premiere Pro可與Adobe After Effects配合使用，通过Adobe Dynamic Link，就可以把在After Effects的場景导出至Premiere Pro內。而在Premiere Pro中的一段片段可在After Effects進行修改後再次导入至Premiere Pro中繼續進行工作。而Premiere Pro的專案可以导入至After Effects中。一些在時間線上片段可通过複製貼上功能互相使用。而Premiere Pro可以支持很多After Effects的插件。

#### Photoshop
Premiere Pro可與Adobe Photoshop配合使用。Photoshop檔案（psd檔）可直接导入至Premiere Pro中。而任何在Photoshop中修改圖像並儲存後，在Premiere Pro中便會立刻更新檔案。

## 應用範例
電影
- 阿凡達（与Avid Media Composer共同协作编辑）
- Dust to Glory
- 超人—強戰回歸（進行影片擷取過程）
- Captain Abu Raed
- Playing Columbine
- Monsters (2010年電影)[7]
- 缘来是你
- 死侍
- 终结者：黑暗命运[10]
- 杀手

## 外部連結
- Adobe's Premiere Pro（页面存档备份，存于）
- Adobe Premiere Pro CS3說明